# Ityraea couturieri
Ityraea couturieri är en insektsart som beskrevs av Buchner 1988. Ityraea couturieri ingår i släktet Ityraea och familjen Flatidae. Inga underarter finns listade i Catalogue of Life.